# 保健員
保健員是香港醫護人員的一種。一般會在院舍和私家醫院工作，負責督導員工使用醫療器材、替院友量度生命表徵、傷口敷藥、配藥、洗傷口、鼻胃管餵食、督導員工使用醫療器材、記錄及報告院友健康情況等等。

## 保健員註冊[1]
任何人士完成一項由社會福利署署長以書面批准的訓練課程，或因為他在保健工作方面所受的教育或訓練，或所具有的專業經驗或技能，令署長信納他是註冊為保健員的合適人選，即有資格註冊為保健員。
有興趣獲取註冊資格的人士可參閱「由社會福利署署長書面批准的保健員訓練課程」，或可聯絡社會福利署安老院牌照事務處。
申請註冊為保健員，必須以「安老院規例安老院保健員登記申請書」的表格，向社會福利署安老院牌照事務處提出申請。申請獲接納後，申請人須按規定繳交訂明的費用。
現行法例規定，保健員首次註冊或續期註冊的有效期不得超過五年。

## 另見
- 臺灣的類似職業：監護工
- 日本的類似職業：介護福祉士（日语：介護福祉士）

## 外部連結
- http://www.swd.gov.hk （页面存档备份，存于） 社會福利署